# Liste der Baudenkmale in Greetsiel
Die Liste der Baudenkmale in Greetsiel enthält die nach dem Niedersächsischen Denkmalschutzgesetz geschützten Baudenkmale in dem ostfriesischen Ort Greetsiel, der zu der Gemeinde Krummhörn gehört. Die Quelle der Baudenkmale ist der Denkmalatlas Niedersachsen. Der Stand der Liste ist der 29. März 2024.

## Allgemein
In den Spalten befinden sich folgende Informationen:
- Lage: die Adresse des Baudenkmales und die geographischen Koordinaten. Kartenansicht, um Koordinaten zu setzen. In der Kartenansicht sind Baudenkmale ohne Koordinaten mit einem roten Marker dargestellt und können in der Karte gesetzt werden. Baudenkmale ohne Bild sind mit einem blauen Marker gekennzeichnet, Baudenkmale mit Bild mit einem grünen Marker.
- Bezeichnung: Bezeichnung des Baudenkmales
- Beschreibung: die Beschreibung des Baudenkmales. Unter § 3 Abs. 2 NDSchG werden Einzeldenkmale und unter § 3 Abs. 3 NDSchG Gruppen baulicher Anlagen und deren Bestandteile ausgewiesen.
- ID: die Objekt-ID des Baudenkmales
- Bild: ein Bild des Baudenkmales, ggf. zusätzlich mit einem Link zu weiteren Fotos des Baudenkmals im Medienarchiv Wikimedia Commons. Wenn man auf das Kamerasymbol klickt, können Fotos zu Baudenkmalen aus dieser Liste hochgeladen werden:

| Lage                                         | Bezeichnung                          | Beschreibung | ID       | Bild           |
| -------------------------------------------- | ------------------------------------ | --- | -------- | -------------- |
| Akkenser Weg 1 53° 30′ 20″ N, 7° 4′ 12″ O    | Gulfhof                              | Eingeschossiges Gebäude mit Halbwalmdach, Vorderhaus 1810 umgebaut und Wirtschaftsteil 1863 erweitert wurde. | 34662038 |                |
| Akkenser Weg 1 53° 30′ 19″ N, 7° 4′ 12″ O    | Wurt                                 | | 34662189 | BW             |
| Am alten Deich 9 53° 30′ 14″ N, 7° 5′ 52″ O  | Wohn-/ Wirtschaftsgebäude            | | 44928650 |                |
| Am alten Deich 31 53° 30′ 8″ N, 7° 5′ 45″ O  | "Rettungsbootshaus"                  | | 34660869 |                |
| Am Leeger 1 53° 30′ 1″ N, 7° 5′ 37″ O        | Wohnhaus                             | | 34660895 |                |
| Am Leeger 1 53° 30′ 1″ N, 7° 5′ 38″ O        | Wohnhaus (Anbau)                     | | 34662212 | BW             |
| Am Leeger 2 53° 29′ 56″ N, 7° 5′ 30″ O       | Gulfhaus                             | | 34660920 | BW             |
| Am Leeger 18 53° 30′ 2″ N, 7° 5′ 38″ O       | Alte Vikarie                         | Eineinhalbgeschossige Ziegelbau im Klosterformat unter Satteldach mit nachträglich verputzten, freistehenden Giebel, einer Kellerküche mit darüber liegender Upkammer und erneuerten Fenstern. Anfang 17. Jh. (Kern).                                                    | 34662108 |                |
| Ant Hellinghus 2 53° 30′ 18″ N, 7° 5′ 56″ O  | Wohnhaus                             | | 41990534 | BW             |
| Am Markt (1) 53° 30′ 1″ N, 7° 5′ 40″ O       | Hotel Greetsiel (ehem. "Zur Börse")  | | 34661590 |                |
| Am Markt 4 53° 30′ 2″ N, 7° 5′ 43″ O         | Wohnhaus                             | | 34660968 | BW             |
| Am Markt 6 53° 30′ 2″ N, 7° 5′ 42″ O         | Wohnhaus                             | | 34660991 |                |
| Am Markt 10 53° 30′ 1″ N, 7° 5′ 42″ O        | Wohnhaus                             | | 34661037 | BW             |
| Am Neuen Deich 16 53° 30′ 3″ N, 7° 5′ 45″ O  | ehem. Amtsmannshaus                  | Zum Hafen orientierter, traufständiger zweigeschossiger Putzbau. Im Norden schließt ein z.T. zu Wohnzwecken umgebauter Wirtschaftsteil an. Ähnlichkeit mit einem Kreuzelwerk.                                                                                            | 34661084 | Weitere Bilder |
| Am Neuen Deich 16 53° 30′ 2″ N, 7° 5′ 47″ O  | Amtsmannsgarten                      | | 34662335 | BW             |
| Am Zingel 12 53° 29′ 56″ N, 7° 5′ 45″ O      | Gulfhaus                             | | 43706912 | BW             |
| Hauener Ring 53° 29′ 57″ N, 7° 4′ 4″ O       | Gulfhof Petersen (Scheune)           | Um 1900. | 34661884 |                |
| Hohe Straße 53° 30′ 2″ N, 7° 5′ 37″ O        | Kirche                               | Einschiffiger Backsteinbau unter Satteldach mit Dachreiter. Traufseite mit breiten Spitzbogenfenstern. Ehemaliges Ostportal vermauert. Nördlicher Anbau mit Nebeneingang. 15. Jh. (Kern).                                                                                | 34661134 | Weitere Bilder |
| Hohe Straße 53° 30′ 2″ N, 7° 5′ 39″ O        | Glockenturm                          | Dreigeschossiger Backsteinbau unter Zeltdach mit rundbogigen Schallöffnungen | 34661157 |                |
| Hohe Straße 53° 30′ 2″ N, 7° 5′ 37″ O        | Friedhof                             | | 34661179 | BW             |
| Hohe Straße 53° 30′ 2″ N, 7° 5′ 36″ O        | Baum                                 | | 34662432 | BW             |
| Hohe Straße 53° 30′ 1″ N, 7° 5′ 36″ O        | Einfriedung                          | | 34662312 | BW             |
| Hohe Straße 1 53° 30′ 3″ N, 7° 5′ 38″ O      | Hotel "Alte Pastorei"                | | 34661202 |                |
| Katrepel 8 53° 29′ 57″ N, 7° 5′ 36″ O        | Wohnhaus                             | Eingeschossiger Backsteinbau unter Satteldach. Ostgiebel mit Dreiecksmauerung, in der Spitze geschmiedeter Zieranker. Blockrahmen und Schiebefenster überwiegend erhalten. Um 1800.                                                                                      | 34661305 | BW             |
| Katrepel 16 53° 29′ 58″ N, 7° 5′ 38″ O       | Doppelhaushälfte                     | | 34661328 |                |
| Katrepel 18 53° 29′ 59″ N, 7° 5′ 38″ O       | Doppelhaushälfte                     | | 34661231 |                |
| Katrepel 20 53° 29′ 59″ N, 7° 5′ 38″ O       | Wohnhaus                             | | 34661256 |                |
| Katrepel 22 53° 29′ 59″ N, 7° 5′ 39″ O       | Wohnhaus                             | | 34661280 |                |
| Kleinbahnstraße 1 53° 30′ 5″ N, 7° 5′ 34″ O  | Wohnhaus                             | Eingeschossiger, als Wohnhaus genutzter Backsteinbau. An nördlicher Traufseite die ursprüngliche Fensteranordnung nachvollziehbar. Traufsteine in Form von Löwenköpfen. Anbau an Südseite wohl von 1929 (alternative Quelle: um 1906). Um 1400 (Keller), um 1600 (Kern). | 34661356 | Weitere Bilder |
| Mühlenstraße 53° 29′ 50″ N, 7° 6′ 3″ O       | Windmühle I (Schoof´sche Mühle")     | Eine der als Zwillingsmühlen bezeichneten Galerieholländer. Landschaftsprägend am Greetsieler Tief gelegen. Nach Brand 1920 wiederaufgebaut. | 34661381 | Weitere Bilder |
| Mühlenstraße 2e 53° 29′ 53″ N, 7° 5′ 57″ O   | Windmühle II (sogen. "Vereinsmühle") | Eine der als Zwillingsmühlen bezeichneten Galerieholländer. Landschaftsprägend am Greetsieler Tief gelegen. Im EG Teestube. | 34661412 | Weitere Bilder |
| Mühlenstraße 4 53° 29′ 57″ N, 7° 5′ 46″ O    | Gulfhaus                             | Großes Gulfhaus in ortsbildprägender Lage. Wohnteil von 1950; Gulfscheune aus 2. Hälfte 18. Jh., Verlängerung der Scheune nach 1900. | 34661960 |                |
| Mühlenstraße 5 53° 29′ 54″ N, 7° 5′ 58″ O    | ehem. Müllerhaus                     | Traufständiger 6-achsiger Backsteinbau, straßenbildprägend; 1868. | 34661443 | BW             |
| Mühlenstraße 7a 53° 29′ 57″ N, 7° 5′ 48″ O   | Wohn-/ Geschäftshaus                 | | 34661472 |                |
| Mühlenstraße 10 53° 29′ 58″ N, 7° 5′ 44″ O   | Wohnhaus                             | Giebelständiger 1-gesch. Backsteinbau. 5 Achsen, Straßengiebel verputzt. Fenster und Tür original erhalten. Um 1890. | 34661496 |                |
| Mühlenstraße 12 53° 29′ 58″ N, 7° 5′ 44″ O   | Wohnhaus                             | 1-gesch. traufständiger Backsteinbau. 5 Achsen mit mittigem Eingang über 2-läufige Sandsteintreppe. Originale Fenster überwiegend mit Segmentbögen. Um 1820. | 34661520 |                |
| Mühlenstraße 16 53° 29′ 59″ N, 7° 5′ 42″ O   | Wohnhaus                             | Stattlicher klassizistisch-barocker Backsteinbau unter Walmdach. 2-gesch. Bürgerhaus mit 5-achsiger durch Kolossalpflaster gegliederter Fassade. 1794. | 34661543 |                |
| Mühlenstraße 18 53° 29′ 59″ N, 7° 5′ 41″ O   | Wohnhaus                             | 1-gesch. traufständiger Putzbau. Profiliertes Traufgesims mit Zahnschnitt. Wandpfeilergerahmter Eingang mit mittigem Zwerchhaus. Fenster und Tür original. | 34661567 |                |
| Overt Höcht 1 53° 29′ 53″ N, 7° 4′ 1″ O      | Landarbeiterhaus                     | | 34661909 |                |
| Overt Höcht 2 53° 29′ 52″ N, 7° 4′ 0″ O      | Hof Mennenga                         | | 34661830 |                |
| Overt Höcht 5 53° 29′ 55″ N, 7° 4′ 2″ O      | Gulfhof Peterssen (Gulfhaus)         | 2-gesch. Wohnteil mit Schiebefenstern und Holzläden. Ca. 1849. | 34661857 |                |
| Overt Höcht 5 53° 29′ 53″ N, 7° 4′ 1″ O      | Gulfhof Peterssen (Graft)            | | 34662264 | BW             |
| Sandpadd 1 53° 30′ 5″ N, 7° 5′ 35″ O         | Alte Schulte Greetsiel               | Hoher 1-gesch. Backsteinbau unter Walmdach mit breitem, mittigem, übergiebeltem Zwerchhaus. Giebelseite mit kleiner Gaube unter Pultdach. Eingezogener, mittiger Eingang.                                                                                                | 34662083 |                |
| Schatthauser Weg 53° 30′ 4″ N, 7° 5′ 55″ O   | Deich                                | | 34662455 | BW             |
| Schatthauser Weg 53° 30′ 2″ N, 7° 5′ 58″ O   | Neues Greetmer Siel (Sielanlage)     | Erbaut anstelle hölzerner Vorgängeranlage. Großes Tonnendurchfahrtssiel in Klinkermauerwerk mit 4 Granitwerkstein. Binnenseite 2 Paar Eisentore erhalten. Um 1870 | 34662133 | BW             |
| Schatthauser Weg 53° 30′ 3″ N, 7° 5′ 57″ O   | Neues Greetmer Siel (Schöpfwerk)     | Hoher Ziegelbau unter flachem Satteldach in zeittypischer Architektur der 50er Jahre. | 34662161 |                |
| Schatthauser Weg 53° 30′ 2″ N, 7° 5′ 51″ O   | Herrengarten Cirksena                | Ehem. Gartenanlage der 1776 zerstörten Cirksena-Burg, der Kernzelle des Ortsteiles Greetsiel als Herrensitz. | 34661985 | BW             |
| Schatthauser Weg 53° 30′ 1″ N, 7° 5′ 50″ O   | Herrengarten Cirksena (Graben)       | | 46518379 | BW             |
| Schatthauser Weg 2 53° 30′ 0″ N, 7° 5′ 48″ O | Hotel-Restaurant "Schatthaus"        | | 34661616 |                |
| Sielstraße 53° 30′ 1″ N, 7° 5′ 39″ O         | Altes Binnentief                     | | 34661664 | BW             |
| Sielstraße 53° 30′ 2″ N, 7° 5′ 41″ O         | Altes Binnentief (Baumbestand)       | | 34662409 | BW             |
| Sielstraße 53° 30′ 3″ N, 7° 5′ 44″ O         | Alter Greetmer Siel (Deich)          | | 34662386 | BW             |
| Sielstraße 53° 30′ 4″ N, 7° 5′ 43″ O         | Alter Greetmer Siel (Sielanlage)     | Backsteinbau mit Sandsteinbögen. Wangen und Brüstungen mit Sandsteinabdeckungen. Inschriftentafeln am Ein- und Auslass. Hölzernes Sieltor z. T. erhalten. Ca. 1798. | 34661640 |                |
| Sielstraße 53° 30′ 6″ N, 7° 5′ 47″ O         | Fischereihafen                       | Vor dem alten Siel zwischen Altem und Neuem Deich gelegen, von einer Schutzmauer im Osten umgeben. | 34661111 |                |
| Sielstraße 1 53° 30′ 6″ N, 7° 5′ 43″ O       | Wohnhaus                             | Giebelständiger eingeschossiger Backsteinbau. Schildgiebel mit Beitelmauerwerk und Dreiecksmauerung, 3 Achsen, z.T. originale Schiebefenster erhalten. Um 1825. | 34660678 |                |
| Sielstraße 5 53° 30′ 5″ N, 7° 5′ 43″ O       | Wohnhaus                             | | 34660723 |                |
| Sielstraße 7 53° 30′ 5″ N, 7° 5′ 42″ O       | Wohnhaus                             | | 34660746 |                |
| Sielstraße 9 53° 30′ 5″ N, 7° 5′ 42″ O       | Wohnhaus                             | Giebelständiger 1-gesch. Putzbau (Quaderimitation) auf hohem Sockel. 1895. | 34660769 |                |
| Sielstraße 11 53° 30′ 4″ N, 7° 5′ 42″ O      | Wohnhaus                             | Giebelständiger 2-gesch. Backsteinbau. 3 Achsen, Volutengiebel mit Sandsteinbekrönungen. Sandsteintafel mit Wappen und Inschriften. Außenwände neu. 1741 . | 34660794 |                |
| Sielstraße 13 53° 30′ 4″ N, 7° 5′ 42″ O      | Wohnhaus                             | Im Kern Renaissancebau. Originale Fensterelemente auf westlicher Traufseite z.T. erhalten. Hohes KG. Volutengiebel gekappt. Torbogen mit Löwenkopf. | 34660819 |                |
| Sielstraße 15 53° 30′ 4″ N, 7° 5′ 42″ O      | Wohnhaus                             | Giebelständiger 1-gesch. Ziegelbau mit Volutengiebel. Mauerwerk erneuert. Giebelbekrönung mit Wappen und Inschrift. (Kaminstein aus der ehem. Burg Uttum). | 34660844 |                |
| Sielstraße 17 53° 30′ 4″ N, 7° 5′ 41″ O      | Wohnhaus                             | Giebelständiger 1-gesch. Backsteinbau unter Satteldach, im Kern. Vorderer Gebäudeteil 1825, Wiederaufbau nach Sturmflut. Rückwärtige Erweiterungen um 1860 und 1900. Um 1750. (Kern)                                                                                     | 34661687 |                |
| Sielstraße 19 53° 30′ 4″ N, 7° 5′ 41″ O      | Wohnhaus                             | Giebelständiger 1-gesch. Backsteinbau. Nachträglich aufgemauerter waagerechter Blendgiebel. Blockrahmenfenster und Eingangstür erhalten. 1. Viertel 19. Jh. | 34661710 |                |
| Sielstraße 21 53° 30′ 3″ N, 7° 5′ 41″ O      | Poppingas Alte Bäckerei (Teestube)   | 2-gesch. giebelständiger Backsteinbau. Giebel in Dreiecksmauerung. Fenster-Erker im EG, Schiebefenster und Eingang erhalten. Neubau nach Sturmflut 1825. Heute Teestube/Gaststätte. 18. Jh. (Kern), 1825 (Neubau)                                                        | 34661732 |                |
| Sielstraße 23 53° 30′ 3″ N, 7° 5′ 41″ O      | Wohn-/ Geschäftshaus                 | 3-gesch. giebelständiger Backsteinbau mit waagerechtem Giebelabschluss. Blockrahmen und Schiebefenster erhalten. 1. Hälfte 19. Jh. | 34661754 |                |
| Sielstraße 27 53° 30′ 3″ N, 7° 5′ 39″ O      | Hotel "Hohes Haus"                   | Rentmeisterhaus, ehem. Prachtvoller 2-gesch. Backsteinbau mit Putzfassade in Quader-Imitation an der Ecke zur Hohen Straße. Originale Kellerfenster an der Westseite, darüber Upkammer. Maueranker. 1696.                                                                | 34661798 |                |